# جوليس سيمون
جوليس سيمون (بالفرنسية: Jules Simon )‏ (و. 1814 – 1896 م) هو سياسي، من فرنسا، ولد في لوریان، كان عضوًا في جمهورية، وكان عضوًا في أكاديمية اللغة الفرنسية (منذ 16 ديسمبر 1875)، وأكاديمية العلوم الأخلاقية والسياسية الفرنسية، والأكاديمية الأمريكية للفنون والعلوم، توفي في باريس، عن عمر يناهز 82 عاماً.

## مناصب
تولى منصب رئيس مجلس الوزراء ‏ (12 ديسمبر 1876–17 مايو 1877)، وSenator for life (France) ‏، ونائب فرنسي، وعضو مجلس الشيوخ في الجمهورية الفرنسية الثالثة.

## التعليم
تعلم في مدرسة الأساتذة العليا.

## جوائز
حصل على جوائز منها:
- وسام جوقة الشرف.

## روابط خارجية
- جوليس سيمون على موقع الموسوعة البريطانية (الإنجليزية)